# Эдде, Мишель
Мишель Эдде (араб. ميشال اده‎; 16 февраля 1928 года, Бейрут, Великий Ливан — 3 ноября 2019 года, Бейрут, Ливан) — ливанский государственный деятель, министр информации (1980—1982), министр культуры (1995—1996).

## Биография
Мишель Эдде родился в Бейруте в одной из влиятельных семей маронитов. Он сын Салима Эдде и Изабель Малхаме. С 1935 по 1945 год учился в колледже иезуитов университета Святого Иосифа в Бейруте. В 1948 году окончил Университет Святого Иосифа. Во время учёбы он познакомился с Мишелем Чихой, один из составителей ливанской конституции, философия которого вдохновила его. Он также интересуется марксизмом, идеи которого он придерживался на протяжении всей жизни, за что получил прозвище «красный маронит». В университете он подружился с двумя будущими президентами Ливана Ильясом Саркисом и Рене Моавадом.
В 1951 году он открыл юридическую фирму. Его фирма много работала с ливанскими и французскими компаниями, а также в странах к югу от Сахары (Чёрная Африка).
В 1966 году президент Ливана Шарль Элу назначил Мишель Эдде главой Министерства телекоммуникации и  (ныне Министерство информации) и оставался на посту до 1968 года. Он начал проводить реформы в сфере телекоммуникаций, в частности он руководил прокладкой подводным коммуникационным кабелем между Францией и Ливаном, а также созданием цветного телевидения в стране. В 1967 году за сотрудничество с Францией Мишель получил орден Почётного легиона.
В начале гражданской войны он объединился с президентом Ильясом Саркисом. В 1980 году был назначен министром информации и занимал этот пост до 1982 года. В 1982 году он попал в список кандидатов на пост президента, но из-за израильской оккупации не смог избраться. В 1984 году он становится председателем комиссии по расследованию и сбору информации во время израильской оккупации южного Ливана.
В 1992 году Мишель Эдде был назначен министром культуры и высшего образования. Он занимался составлением списка культурного наследия страны и охраной исторического наследия Бейрута, а также подымал уровень высшего образования в Ливане и боролся против фальшивых институтов. В 1996 году он вышел в отставку с поста министра. С 1996 по 1998 год был министром без портфеля.
С 1990 года Мишель был назначен исполнительным директором ежедневной газеты на французском языке в Бейруте L'Orient-Le Jour. Он выступал за защиту журналистов и независимость прессы, а также за свободу слова. В 2003-2007 годах был президентом Маронитской лиги.
3 ноября 2019 года он умер в своём доме в Бейруте.

## Примечание
1. ↑  وفاة الوزير السابق ميشال إدة — An-Nahar, 2019.
2. ↑  وفاة الوزير السابق ميشال اده عن عمر يناهز الـ91 عاما — 2019.
3. ↑  Julien ABI RAMIA. Michel Eddé : ses réalisations, ses passions, ses marottes - Julien ABI RAMIA (фр.). L'Orient-Le Jour (4 ноября 2019). Дата обращения: 11 февраля 2020. Архивировано 15 декабря 2019 года.
4. ↑  Commission des archives diplomatiques, Paris, 1968, p. 405
5. ↑  S.E. M. Michel Eddé. Notices biographiques des lauréats. Дата обращения: 11 февраля 2020. Архивировано 7 ноября 2019 года.
6. ↑  L'Orient-Le Jour (фр.). L'Orient-Le Jour. Дата обращения: 11 февраля 2020. Архивировано 30 марта 2020 года.